# Avondale (Luisiana)
Avondale é uma Região censo-designada localizada no estado americano de Luisiana, na Paróquia de Jefferson.

## Demografia
Segundo o censo americano de 2000, a sua população era de 5441 habitantes.

## Geografia
De acordo com o United States Census Bureau tem uma área de 
15,0 km², dos quais 14,1 km² cobertos por terra e 0,9 km² cobertos por água.

## Localidades na vizinhança
O diagrama seguinte representa as localidades num raio de 8 km ao redor de Avondale. 